# Dominique François Joseph Mamberti
Dominique François Joseph Mamberti (thường được viết gọn là Dominique Mamberti, sinh 1952) là một Hồng y người Pháp sinh ra tại Maroc của Giáo hội Công giáo Rôma. Ông hiện đảm nhận các vị trí Tổng trưởng Tòa án Tối cao Pháp viện, Chủ tịch Ủy ban Những người cổ võ và Chủ tịch Tòa án Tối cao Nhà nước Thành phố Vatican. Trước đây, Hồng y Mamberti từng làm Sứ thần và Khâm sứ Tòa hánh tại các nước Sudan, Somalia, Eitrea, Ngoại trưởng Tòa Thánh.

## Thân thế và linh mục
Hồng y Mamberti sinh ngày 7 tháng 3 năm 1952 tại Marrakesh, Maroc. Cha mẹ ông trở về Pháp ít ngày sau khi hạ sinh ông. Chàng trai trẻ Mamberti học luật công và khoa học chính trị. Sau quá trình tu học, ngày 20 tháng 9 năm 1981, ông được thụ phong chức vị linh mục bởi vị chủ sự là Jean-Charles Thomas, Giám mục chính tòa Giáo phận Ajaccio. Tân linh mục cũng là thành viên linh mục đoàn Giáo phận này. Ông đã có bằng cấp về luật giáo luật và bắt đầu theo học tại Học viện Giáo hoàng về Giáo hội. Ông gia nhập ngành ngoại giao của Tòa thánh vào ngày 1 tháng 3 năm 1986.
Trong thời gian là linh mục, Mamberti phục vụ trong công tác đại diện của giáo hoàng ở Algeria (1986-1990), Chilê (1990-1993), tại Liên Hợp Quốc (1993-1996), ở Lebanon (1996-1999), và tại Phòng Quan hệ với Hoa Kỳ của Ban Thư ký Nhà nước (1999-2002).

## Tổng giám mục, thăng Hồng y
Ngày 18 tháng 5 năm 2002, Tòa Thánh chọn linh mục Dominique Mamberti làm Tổng giám mục Hiệu tòa Sagone, Sứ thần Tòa Thánh tại Sudan và Khâm sứ Tòa Thánh tại Somalia. Lễ tấn phong cho Tân giám mục đã được cử hành sau đó vào ngày 3 tháng 7, bởi các vị chủ sự nghi thức gồm: Chủ phong Angelo Sodano, Hồng y Quốc vụ khanh Tòa Thánh. Hai phụ phong gồm: Robert Sarah, Tổng Thư kí Thánh Bộ Truyền giáo và Giám mục Ajaccio André Jean René Lacrampe, Ist. del Prado. Tân giám mục chọn khẩu hiệu:Eritis mihi testes.
Ngày 17 tháng 1 năm 2004, ông dừng giữ chức vị Khâm sứ Tòa Thánh Sudan cho đến khi được chọn làm Sứ thần Tòa Thánh tại Eritrea ngày 19 tháng 2 cùng năm. Ngày 15 tháng 9 năm 2006, Giáo hoàng Biển Đức XVI chọn ông làm Ngoại trưởng Tòa Thánh. Cùng trong ông, ông đảm nhiệm thêm chức vị Tổng thư kí Ủy ban Liên Bộ về Giáo hội Âu Châu. Ngày 8 tháng 11 năm 2014, Giáo hoàng Phanxicô chọn ông làm Tổng trưởng Tối cao Pháp viện Tòa Thánh. Ngoài chức vị chính, ông còn là Chủ tịch Ủy ban Những người cổ võ và Chủ tịch Tòa án Tối cao Nhà nước Thành phố Vatican.
Ngày 14 tháng 2 năm 2015, Giáo hoàng Phanxicô tổ chức Công nghị Hồng y, qua đó vinh thăng Tổng giám mục Mamberti tước vị Hồng y Nhà thờ Santo Spirito in Sassia. Ông đã đến nhận nhà thờ hiệu tòa tại đây sau đó vào ngày 10 tháng 5.